# Équipe de Cuba masculine de water-polo
L’équipe de Cuba masculine de water-polo est la sélection nationale masculine représentant Cuba dans les compétitions internationales de water-polo. 
Sa meilleure performance aux Jeux olympiques est une cinquième place en 1980 à Moscou.
Cuba est troisième de la Coupe du monde de water-polo en 1981.
Aux Jeux panaméricains, Cuba remporte le titre en 1991, termine deuxième en 1971, 1979, 1983, 1987 et 1999 et obtient la troisième place en 1975 et 1995.

## Performances dans les compétitions internationales

### Jeux olympiques
- 1980 : 5e place
- 1992 : 8e place